# Christone "Kingfish" Ingram
Christone "Kingfish" Ingram (Clarksdale, Mississippi, 19 de janeiro de 1999) é um guitarrista, compositor e cantor estadunidense de blues, que se tornou um artista conhecido quando adolescente. Seu álbum de estreia, Kingfish, foi lançado em maio de 2019. Além de seus próprios álbuns, os músicos com quem ele gravou incluem Eric Gales, Buddy Guy e Keb' Mo'. Ele dividiu o palco com artistas de blues conhecidos e músicos de blues mais jovens, como Tedeschi Trucks Band, Samantha Fish, Bob Margolin, Eric Gales, Mr. Sipp, Rick Derringer, Guitar Shorty e Buddy Guy.